# Alphonse Chigot
Pour les articles homonymes, voir Chigot.
Alphonse Chigot, né le 23 octobre 1824 à Graçay et mort le 8 octobre 1917 à Valenciennes, est un peintre français.

## Biographie

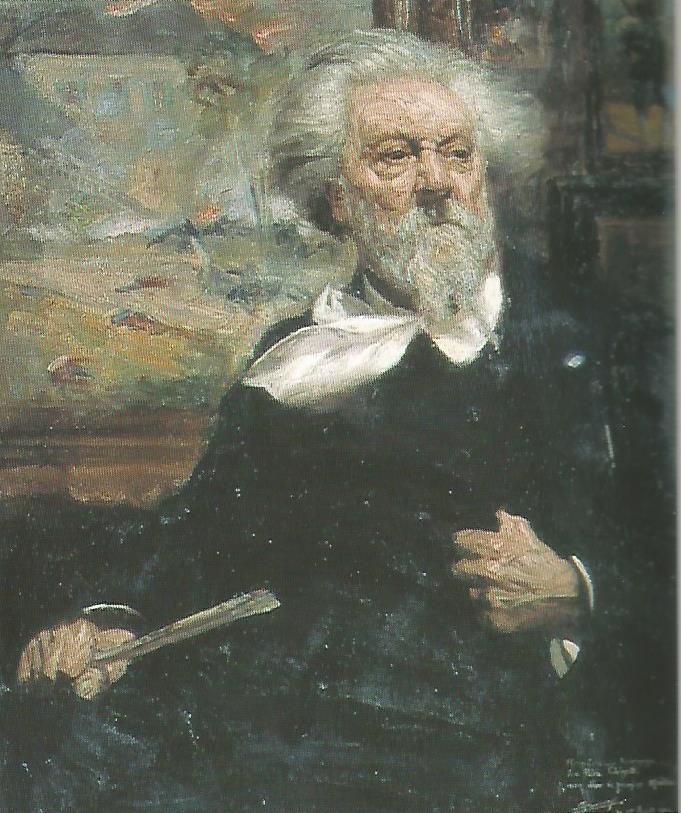
Lucien Jonas, Portrait d'Alphonse Chigot (1911), musée des Beaux-Arts de Valenciennes.

Charles Alphonse Chigot naît le 23 octobre 1824 à Graçay, du mariage de Jean Alexandre Chigot, employé dans la régie des droits réunis, et de Françoise Adèle Martin. Il épouse, le 12 mars 1855 à Valenciennes, Pauline Caroline Sabine Dubreuille, de cette union naissent plusieurs enfants dont Eugène Chigot qui deviendra peintre comme son père. 
Il s'engage à 18 ans et fait la campagne d'Afrique en combattant à la bataille d'Isly en 1844. De retour de l'armée, il vient habiter à Valenciennes, où son père, ancien militaire s'est retiré. 
Il assiste aux académies d'art à Valenciennes à partir de 1850, élève de Julien Potier.
Par ailleurs, il enseigne le dessin au collège Notre-Dame à Valenciennes, et recrée, dans de grandes compositions ou sur des petits formats, les épisodes de guerre qu'il a vécus.
Il participa à divers salons.
Il est vers la fin de sa vie, un maître très ouvert au pleinairisme et peu conformiste. De nombreux peintres comme Julien Déjardin, Maurice Ruffin, Lucien Jonas, Charles Paris lui doivent d'avoir trouvé leur vraie nature, mais aussi Eugène Chigot, son fils.
Alphonse Chigot meurt le 8 octobre 1917 à Valenciennes

## Œuvres dans les collections publiques
- Cambrai, musée de Cambrai : Devant un héros, XIXe siècle, huile sur carton, 50 × 40,5 cm[5]

- Étaples, musée Quentovic d'Étaples :  Le dernier héros, huile sur toile, 54 × 74 cm[6]

- Valenciennes, musée des Beaux-Arts :
  - Portrait de Degaugue, XIXe siècle, crayon graphite et fusain, rehauts de craie blanche sur papier brun, 31 × 24 cm[7] ;
  - Portrait charge de Jules Delsart, XIXe siècle, crayon graphite et estompe sur papier blanc, 42,6 × 45,6 cm[8] ;
  - Le Duel, 1908, huile sur toile, 73,9 × 92,5 cm[9] ;
  - Deux Tirailleurs marchant dans la neige, XIXe siècle, huile sur carton, 26,6 × 21,9 cm[10].

## Galerie

Œuvres d'Alphonse Chigot
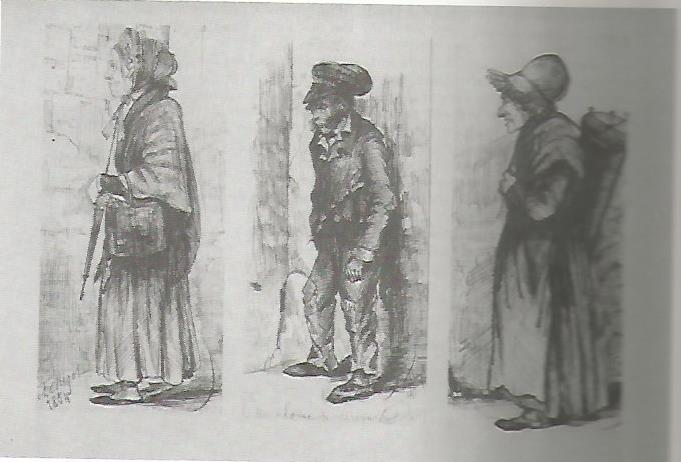
Habitants de Valenciennes, localisation inconnue.
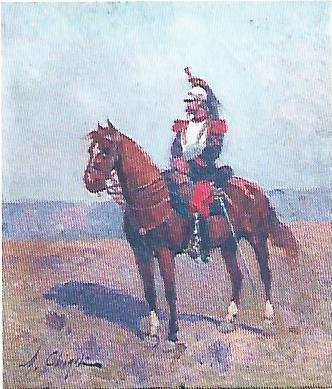
Un cavalier (1870), localisation inconnue.
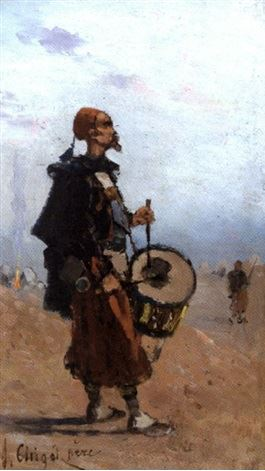
Le Tambour, localisation inconnue.
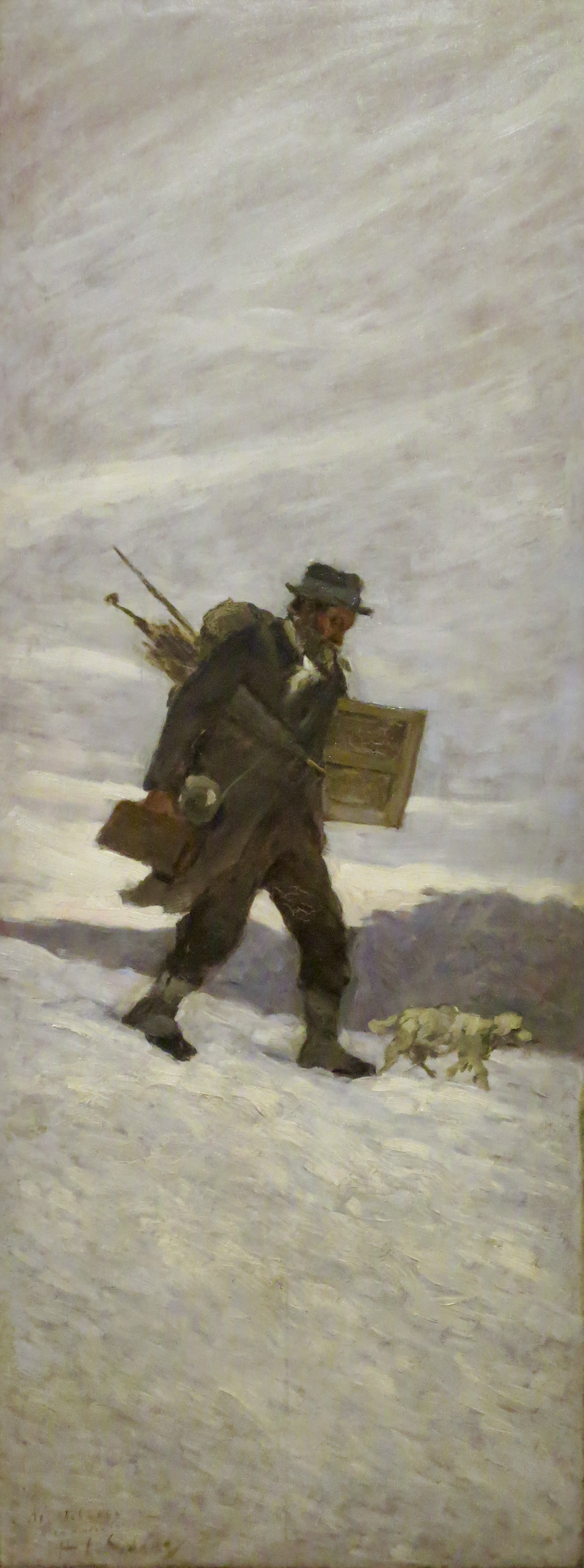
Alphonse Chigot par Henri Le Sidaner.
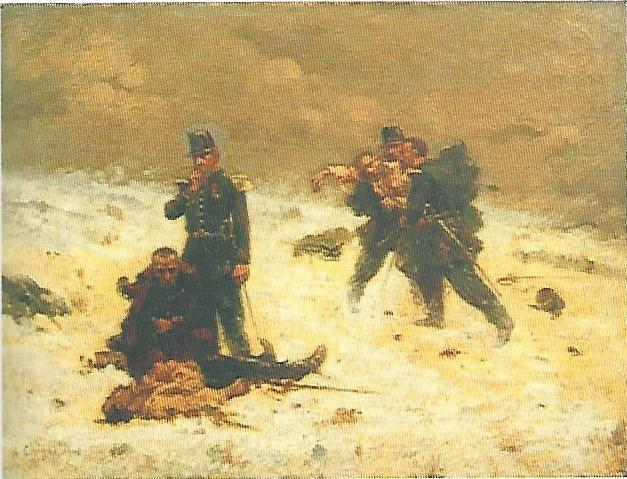
Le Duel (1908), musée des Beaux-Arts de Valenciennes.
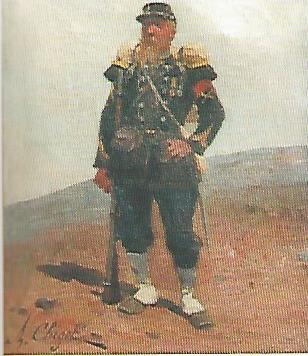
Un fantassin (vers 1870), localisation inconnue.
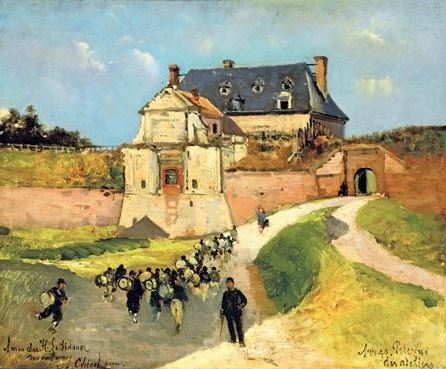
Les Tambours (vers 1880), localisation inconnue.
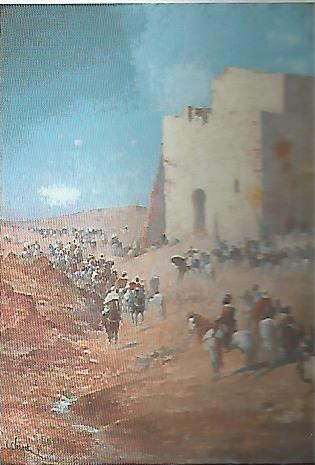
Scène militaire de la campagne française en Algérie, localisation inconnue.
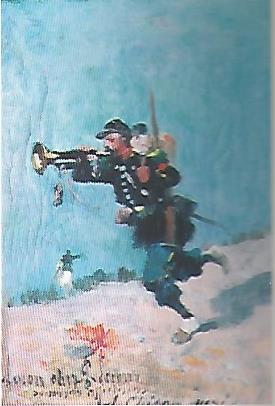
Trompette de l'armée française, localisation inconnue.
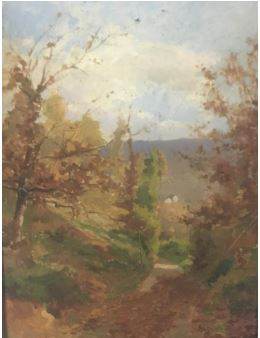
Sous-bois, localisation inconnue.